# Civiltà di Jiroft
La civiltà di Jiroft si sviluppò nel III millennio a.C. nell'Iran sud-orientale, nella regione di Kerman, nella zona che è ora la provincia di Jiroft.

## La scoperta
La scoperta avvenne in modo fortuito, a seguito di un'alluvione del fiume Halil Roud, che portò alla luce nel 2001 gli oggetti custoditi in un'antica tomba, tra cui alcuni vasi in clorite, a volte con incrostazioni di pietre dure. La popolazione locale si dedicò quindi ad un sistematico saccheggio e gli oggetti furono immessi sul mercato antiquario. Nel febbraio dell'anno successivo le autorità iraniane intervennero con arresti e il sequestro di oltre duemila reperti, tra cui oggetti in lapislazzuli e in rame e vasi con raffigurazioni a rilievo, datati al III millennio a.C. Le ceramiche e i reperti non considerati di valore andarono dispersi durante il saccheggio, non consentendo di ricostruire i contesti.
Questa civiltà era in precedenza sconosciuta, non essendo menzionata in alcun testo a noi noto (sebbene alcuni studiosi abbiano considerato la suggestiva ipotesi che possa essere identificata con il "paese di Aratta", dove secondo i miti sumerici era collocata una civiltà rivale di quella di Uruk). I vasi in clorite con rilievi, raffiguranti animali, esseri fantastici e architetture, erano tuttavia già conosciuti agli studiosi per il loro caratteristico stile, ma la loro datazione e la loro zona d'origine erano ancora oggetto di discussione.
Nel febbraio 2003 fu condotta dall'archeologo franco-iraniano Youssef Madjidzadeh una prima campagna di scavi nei siti vicini di Konar Sandal Sud e Nord, che appartenevano probabilmente ad un unico esteso centro urbano, al quale era riferibile la necropoli saccheggiata.
Studi e analisi sono proseguiti negli anni successivi con un'attiva collaborazione internazionale.

## Ambito storico-geografico
Gli studi archeologici hanno permesso di identificare numerosissimi siti pertinenti alla medesima civiltà, che sembra essersi sviluppata in un'area di circa 400 x 300 km, costituita da una ampia vallata semidesertica, circondata da alte montagne e aperta verso sud-ovest sullo stretto di Hormuz nel Golfo Persico.
Si trovava sulla "via dei lapislazzuli", attraverso la quale il prezioso materiale raggiungeva l'antico Egitto a partire dall'attuale Afghanistan. Gli abitanti provenivano probabilmente dall'Asia centrale.
L'agricoltura si basava probabilmente soprattutto sulla produzione di datteri e l'irrigazione era assicurata da una fitta rete di pozzi artesiani, senza dipendere dal fiume.
Nelle montagne, circa a 150 km a nord della città sono state scoperte delle antiche miniere di rame, che dovevano rifornire gli artigiani che lavorarono il metallo di questa civiltà. Il sito da cui proveniva la clorite dei vasi, invece, non è ancora stato identificato.
La conoscenza della scrittura e l'antichità della città hanno secondo alcuni studiosi rimesso in discussione il primato della Mesopotamia come sede della prima civiltà urbana, mentre altri ridimensionano la sua importanza. Sono in corso di approfondimento i legami di questa nuova civiltà con quella sumera e con quella della valle dell'Indo.

## I vasi in pietra

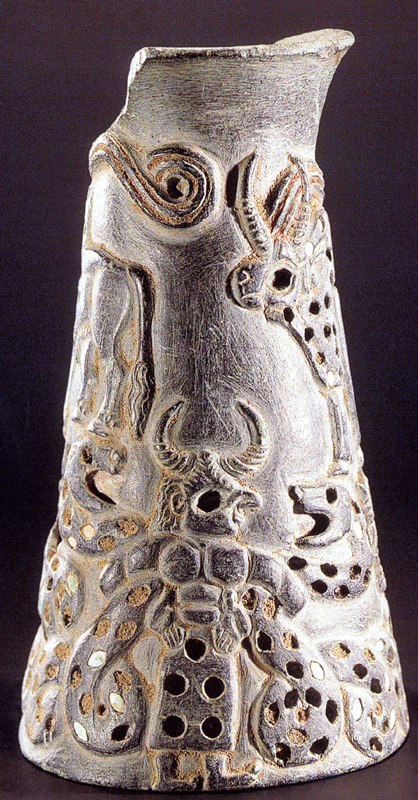

I caratteristici vasi in clorite si erano diffusi dalla Siria (Mari) alla Mesopotamia (Nippur e Ur), all'Uzbekistan (Soch) e alla penisola arabica (isola di Tarut). Avevano incrostazioni in lapislazzuli provenienti dall'odierno Afghanistan o in corniola dall'India. Tuttavia alcuni di questi vasi non furono prodotti a Jiroft, ma con clorite cavata localmente: Jiroft doveva tuttavia esserne il maggiore centro di produzione e forse esistettero altrove artigiani locali che ne imitarono lo stile.
Molti di essi erano stati fabbricati per l'uso funerario e non furono mai utilizzati come contenitori.
Altri vasi erano in alabastro rosato o aranciato o in marmo bianco.

## La città di Konar Sandal
Nella città è stata rinvenuta una grande piattaforma in mattoni crudi, che ricorda le ziggurat mesopotamiche, e quella che sembra essere una fortezza, circondata da uno spesso muro di cinta, che era articolata su almeno due piani, dotati di finestre.
Sono stati individuati anche resti di altri edifici pubblici, riconoscibili dalle maggiori misure dei mattoni crudi utilizzati nella costruzione
Nella città erano anche presenti laboratori per la lavorazione delle pietre dure e della madreperla.
Un importante ritrovamento riguarda un frammento di iscrizione in elamico lineare, nota da esempi di Susa della fine del III millennio a.C.
Sulla base delle indagini geofisiche condotte durante le campagne successive sono state individuate almeno 10 fasi diverse. Dai reperti rinvenuti è stato inoltre possibile stabilire che la necropoli era stata utilizzata già a partire dal IV millennio a.C., epoca in cui il sito sembra avere stretti legami con la cultura di Tal-i Iblis (scoperta da Joseph R.Caldwell), e si era sovrapposto ad un abitato del VI millennio a.C.
Tra i reperti delle ultime campagne di scavo si segnala una statua in bronzo raffigurante una testa di capra, datata al III millennio.

## Bibliografia

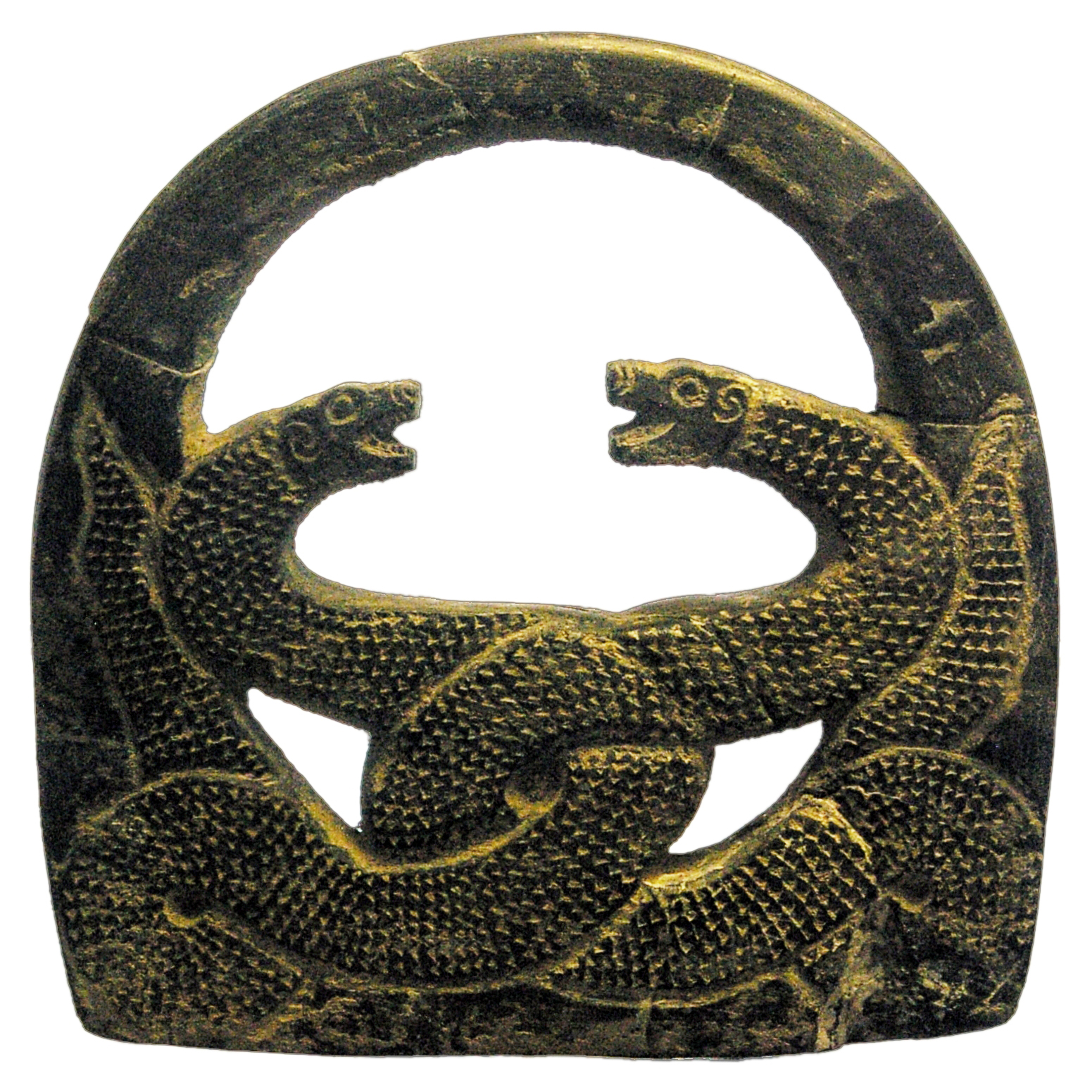
Peso in pietra del 3° millennio a.C. proveniente da Jiroft e conservato al Museo dell'Azerbaijan di Tabriz.